# Edmond Loichot
Edmond Loichot (Biel, 1905. július 12. – Genf, 1989) svájci labdarúgófedezet.